# Strzelanina w El Paso (2019)
Strzelanina w El Paso – strzelanina, która miała miejsce 3 sierpnia 2019 w sklepie sieci Walmart, w El Paso w stanie Teksas. W wyniku strzelaniny zginęły 23 osoby, a 22 zostały ranne. Sprawcą był 21-letni Patrick Crusius.

## Przebieg
Masakra wydarzyła się 3 sierpnia 2019 o godzinie 10:39 czasu lokalnego, w położonym na terenie centrum handlowego Cielo Vista Mall sklepie Walmart, we wschodniej części miasta El Paso. Napastnik zaczął strzelać do ludzi z karabinku samopowtarzalnego WASR-10 na parkingu przed wejściem do budynku, po czym wszedł do środka i kontynuował zamach. Wówczas na miejsce zaczęły przybywać pierwsze służby odpowiadające na atak. W tym czasie w budynku znajdowało się około 3000 klientów i 300 pracowników. Napastnik po ataku sam oddał się w ręce przybyłej na miejsce zdarzenia policji; w ataku zginęły łącznie 23 osoby, a 22 następne zostały ranne.

## Ofiary strzelaniny
3 sierpnia, czyli tego samego dnia, podano oficjalny bilans ofiar ataku, ale wcześniej panowało duże zamieszanie odnośnie do tego co się stało i ilu jest zabitych. Wśród ofiar śmiertelnych było 13 Amerykanów, 8 Meksykanów i jeden Niemiec. Narodowości reszty ofiar nie podano. Dane osób zabitych w ataku ujawniono publicznie dwa dni po zdarzeniu. Wśród rannych osób były dzieci. 

## Sprawca
Sprawca ataku został zidentyfikowany przez FBI jako 21-letni Patrick Crusius, pochodzący z miasta Allen. W 2017 roku ukończył szkołę Plano Senior High School i był zapisany do szkoły wyższej Collin College. Crusius był osobą prawdopodobnie niezrównoważoną psychicznie, cierpiącą na psychozę lub zaburzenia poczytalności. Przed zamachem opublikował w sieci manifest, w którym wyraził zmartwienie rzekomym zastępowaniem białych ludzi przez mniejszości etniczne na Zachodzie, globalnym ociepleniem i dewastacją przyrody.

### Manifest
Sprawca dokonał ataku prawdopodobnie na tle rasistowskim – był zwolennikiem ideologii alt-right, prezydenta Donalda Trumpa i autorem manifestu antyimigracyjnego, opublikowanego w internecie na kontrowersyjnym portalu 8chan. Zamieścił w nim pogróżki wobec przedstawicieli mniejszości zamieszkujących Stany Zjednoczone, stwierdził, że zainspirował go atak w Christchurch w Nowej Zelandii z marca 2019 roku (znajdowały się też nawiązania do ataków w Norwegii z 2011 roku), a także przekonywał o wyższości osób o białym kolorze skóry i wyrażał swoje zmartwienie degradacją środowiska, nielegalną imigracją oraz wielokulturowością na Zachodzie. W manifeście pojawiły się też nawiązania do prezydenta USA Donalda Trumpa. Rozpoczęto śledztwo w kierunku możliwej zbrodni nienawiści i terroryzmu domowego.
W manifeście sprawca wytoczył tezę, że Demokraci w USA dążą do zwiększenia liczby imigrantów, by zapewnić sobie latynoski blok wyborczy i utrzymać swoją władzę. Za wspieranie imigracji krytykował obydwie główne siły polityczne i mainstreamowych amerykańskich polityków, zarówno prawicowych, jak i lewicowych. Wyraził też sprzeciw wobec globalizacji i poparcie dla działań proekologicznych.

## Proces
Sprawca został oskarżony o dokonanie ataku w El Paso, ale na rozprawie w październiku 2019 roku nie przyznał się do winy. Pojawiły się domniemania o jego niepoczytalności podczas ataku.
W lutym 2020 roku zostały mu także przedstawione zarzuty federalne o dokonanie ataku.
W sierpniu 2020 roku wszystkie procesy w sprawie Crusiusa zostały przełożone z powodu pandemii koronawirusa. Wyrok dla sprawcy ma zostać ogłoszony w styczniu 2024 roku.

## Po ataku
Po ataku w USA i Meksyku odbyły się ceremonie czuwania dla upamiętnienia zabitych w masakrze. Większość z zabitych stanowili Latynosi lub osoby latynoskiego pochodzenia. Na miejscu ataku stworzono prowizoryczny pomnik żałobny – ludzie składali przed nim kwiaty i zdjęcia zabitych.
Sieć sklepów Walmart, w placówce której wydarzyła się ta masakra, po ataku ogłosiła wycofanie ze sprzedaży broni palnej. Zakazano też klientom sklepów noszenia przy sobie broni palnej.

## Reakcje
W reakcji na atak w El Paso (a także atak w Dayton dzień później) prezydent USA Donald Trump wystąpił na konferencji i złożył kondolencje ofiarom ataku, a także stwierdził, że trzeba usprawnić przepisy dotyczące dostępu do broni, by wyeliminować możliwość posiadania jej przez osoby chore psychicznie. Obwinił także gry komputerowe i internet o zamachy. Wypowiedzi te uznane zostały za kontrowersyjne przez ekspertów i komentatorów w USA, którzy zauważyli, że kwestie te są obwiniane przy każdej możliwej tragedii stając się kozłem ofiarnym strzelanin.
Środowiska lewicowe i Demokraci wezwali do ograniczenia dostępu do broni palnej w USA. Prawica i Republikanie z kolei zauważyli, że supermarket w El Paso był tak zwaną strefą wolną od broni i ludzie wewnątrz nie mogli jej przy sobie posiadać, co z kolei mogło przełożyć się na dużą liczbę ofiar.
Inne osoby zwracały uwagę na zdrowie psychiczne współczesnych zamachowców i zjawisko ataków tzw. samotnych wilków, którzy są ludźmi zazwyczaj odizolowanymi i chorymi psychicznie – wezwano do wsparcia służby zdrowia i leczenia zdrowia psychicznego w USA. W mieszkaniu Crusiusa znaleziono wypisane na receptę leki przeciwpsychotyczne. Według relacji jednego z policjantów, miał się on dziwnie zachowywać tuż po zatrzymaniu przez funkcjonariuszy.